# Третиноїн
Третиноїн (англ. Tretinoin, лат. Tretinoinum) — синтетичний лікарський препарат, який належить до класу ретиноїдів, та за своєю структурою є структурним аналогом вітаміну A, та застосовується перорально та місцево. Третиноїн запатентований у 1957 році. Уперше лікувальні властивості третиноїну для лікування акне описали Джеймс Фултон і Альберт Клігмен на початку 60-х років ХХ століття, та схвалений для клінічного використання в 1962 році. пізніше, у 80-х роках ХХ століття, встановлено, що третиної ефективний у лікуванні гострого промієлоцитарного лейкозу. У 1995 році третиноїн схвалений FDA для лікування гострого промієлоцитарного лейкозу.

## Фармакологічні властивості
Третиноїн — синтетичний лікарський засіб, який належить до класу ретиноїдів, та за своєю структурою є структурним аналогом вітаміну A. Механізм дії препарату полягає в індукції процесу диференціації клітин та пригніченні процесів проліферації трансформованих кровотворних клітин, у тому числі лейкозних клітин. Точний механізм дії препарату не описаний, проте вважається, що він пов'язаний із зміною зв'язування третиноїну із ядерними рецепторами ретинової кислоти (зокрема, RARB і RARG) та зміні самого рецептора унаслідок злиття із білком PML. Це призводить до зниження кількості атипових клітин у крові хворого та індукує ремісію захворювання. При місцевому застосуванні при шкірних захворюваннях третиноїн посилює проліферацію клітин у сосочковому шарі шкіри, знижує адгезію клітин, які беруть участь в утворенні вугрів на шкірі, сприяє вирівнюванню шкіри при вугрях і зморшках, сприяє росту молодих клітин шкіри та швидшій заміні ними злущеного епідермісу, а також блокує вироблення ферментів, які інактивують колаген та еластин, та стимулює вироблення гіалуронової кислоти, яка має здатність зв'язувати велику кількість води, що сприяє підвищенню еластичності шкіри. Третиноїн застосовується для лікування гострого промієлоцитарного лейкозу, а також місцево для лікування вульгарних та зливних вугрів шкіри, а також хвороби Фавра-Ракушо. Третиноїн є одним із найбільш розрекламованих засобів для лікування шкірних захворювань, на нього також покладаються певні надії в лікуванні випадіння волосся в комбінації з міноксидилом. Проте при застосуванні третиноїну спостерігається велика кількість побічні ефекти, серед яких найнебезпечнішим є так званий «синдром ретиноєвої кислоти», симптомами якого є гарячка, задишка, гострий респіраторний дистрес-синдром, інфільтрати в легенях, лейкоцитоз, артеріальна гіпотензія, ексудативний плеврит, печінкова та ниркова недостатність, який може навіть спричинити летальний наслідок. Застосування третиноїну при вагітності може призвести як до народження дитини із чисельними вадами розвитку, так і до самовільного переривання вагітності або народження мертвої дитини, у тому числі й при місцевому нашкірному застосуванні препарату, хоча при довготривалих спостереженнях були випадки народження й здорових немовлят.

### Фармакокінетика
Третиноїн швидко і добре всмоктується після перорального застосування, біодоступність препарату при пероральному застосуванні становить 50 %, при місцевому застосуванні біодоступність становить 1—31 %. Максимальна концентрація препарату в крові досягається протягом 3 годин. Третиноїн добре зв'язується з білками плазми крові. Препарат проникає через плацентарний бар'єр, даних за проникнення препарату в грудне молоко немає. Метаболізується третиноїн у печінці. Виводиться препарат із організму переважно з сечею, частково (30 %) із калом. Період напіввиведення препарату становить 0,5—2 години (в середньому 0,7 години), немає даних про збільшення цього часу при порушеннях функції печінки або нирок.

## Покази до застосування
Третиноїн застосовують перорально для лікування гострого промієлоцитарного лейкозу, а також місцево для лікування вульгарних та зливних вугрів шкіри, а також хвороби Фавра-Ракушо.

## Побічна дія
При застосуванні третиноїну побічні ефекти спостерігаються досить часто, серед яких найнебезпечнішим є так званий «синдром ретиноєвої кислоти», симптомами якого є гарячка, задишка, гострий респіраторний дистрес-синдром, інфільтрати в легенях, лейкоцитоз, артеріальна гіпотензія, ексудативний плеврит, печінкова та ниркова недостатність, який може навіть спричинити летальний наслідок. Іншими побічними ефектами препарату є:
- Алергічні реакції та з боку шкірних покривів — шкірний висип, свербіж та еритема шкіри, підвищене потовиділення, гострий фебрильний нейтрофільний дерматоз, сухість волосся, алопеція, ксеродерма, хейліт, синдром Лаєлла, фотодерматоз.
- З боку травної системи — стоматит, сухість у роті, біль у животі, нудота, блювання, діарея або запор, панкреатит, зниження апетиту.
- З боку нервової системи та органів чуттів — головний біль, підвищення внутрішньочерепного тиску, запаморочення, парестезії, інсульт, тривожність, депресія, безсоння, сплутаність свідомості, порушення зору та слуху, сухість кон'юнктиви.
- З боку серцево-судинної системи — аритмії, біль у грудній клітці, припливи крові, периферичні набряки; рідко інфаркт міокарду, тромбози, васкуліт.
- З боку сечостатевої системи —інфаркт нирки, утворення виразок на статевих органах.
- З боку дихальної системи — дихальна недостатність, сухість у носі, бронхіальна астма, кашель, стридорозне дихання, фарингіт.
- З боку опорно-рухового апарату — біль у спині, біль у кістках, міозит, некротичний фасциїт.
- Зміни в лабораторних аналізах — тромбоцитемія, базофілія, підвищення активності ферментів печінки у крові, підвищення рівня кальцію в крові, підвищення рівня холестерину і тригліцеридів.
- Місцеві реакції — почервоніння, припікання, злущування шкіри в місці застосування, зрідка утворення міхурів або кірочок, набряк шкіри в місці застосування.

## Протипокази
Третиноїн протипоказаний при підвищеній чутливості до препарату, при одночасному застосуванні тетрациклінів або вітаміну A, вагітності та годуванні грудьми, шкірній епітеліомі. При місцевому застосуванні препарат протипоказаний при опіках, ранах та гострих запальних захворюваннях шкіри. Третиноїн не рекомендований до застосування у дитячому віці.

## Форми випуску
Третиноїн випускається у вигляді желатинових капсул по 0,01 г; а також у вигляді кремів і гелів для зовнішнього застосування. Третиноїн для місцевого застосування випускається також у комбінованих формах з еритроміцином, бетаметазоном, кліндаміцином, авобензолом, ментолом, оксидом цинку та меквінолом.